# Guilers
Guilers település Franciaországban, Finistère megyében. Lakosainak száma 8221 fő (2022. január 1.). Guilers Bohars, Brest, Plouzané, Saint-Renan és Milizac-Guipronvel községekkel határos.

## Népesség
A település népességének változása:
| Lakosok száma | 1879 | 6686 | 6785 | 7230 | 7886 | 7967 | 7981 | 8061 | 8119 | 8221 |
|               | 1968 | 1982 | 1990 | 2006 | 2013 | 2015 | 2017 | 2019 | 2020 | 2022 |